# Cromo picolinato
Il cromo picolinato è un composto chimico venduto come integratore alimentare per prevenire o curare il deficit di cromo. Il composto di coordinazione di colore rosso brillante è derivato dal cromo(III) e dall'acido picolinico. Piccole quantità di cromo sono necessarie per l'utilizzazione del glucosio da parte delle cellule in risposta all'insulina, ma le deficienze di questo elemento sono estremamente rare e osservate esclusivamente nei pazienti ospedalizzati con diete restrittive a lungo termine. Il cromo, a differenza del ferro, del rame, dello zinco, del selenio e del molibdeno, non è stato trovato in nessuna metalloproteina biologicamente attiva, per cui non se ne conoscono le basi biochimiche per il fabbisogno umano (1 mg/die).

## Studi e dibattito sull'efficacia
Alcuni studi (peraltro limitati) hanno cercato di dimostrare effetti antidepressivi del composto avrebbe nel trattamento della depressione atipica., ma follow-up più ampi non sono stati in grado di confermarlo.
Alcune società commerciali promuovono il cromo picolinato come ausilio nello sviluppo fisico degli atleti e come sostanza dimagrante, ma numerosi studi non hanno dimostrato gli effetti del composto né sulla crescita del muscolo, né sulla perdita di tessuto adiposo.
C'è chi sostiene che l'integrazione di cromo nella forma picolinata riduca l'insulino resistenza nei diabetici, ma una metanalisi di vari studi sull'argomento ha mostrato che non c'è alcuna associazione tra il cromo e la concentrazione di glucosio o insulina per i non-diabetici, mentre nei diabetici i risultati degli studi presi in considerazione sono inconcludenti e non significativi. Questa metanalisi è stata accusata di avere escluso risultati di studi significativi. Trials successivi hanno dato risultati ambigui sull'argomento
Un resoconto di tutti i trial clinici ha tratto la conclusione che il cromo picolinato non ha nessun effetto sulle persone sane, mentre sui diabetici potrebbe avere un effetto benefico ma di ciò manca un'evidenza forte.
Uno studio sostiene che il cromo picolinato dà più facilmente danno al DNA e mutazioni genetiche rispetto ad altre forme di cromo trivalente, ma i risultati sono dibattuti da un altro studio. Altri studi indicano che il composto è sicuro anche ad alti dosaggi. Nei topi l'integrazione dietetica di cromo picolinato produce difetti scheletrici nella prole.
Nei moscerini della frutta (Drosophila melanogaster) il cromo picolinato produce aberrazioni cromosomiche e impedisce lo sviluppo della progenie, causa sterilità e mutazioni letali.